# Kljujev
Kljujev je priimek več oseb:
- Leonid Lavrovič Kljujev, sovjetski general
- Nikolaj Aleksejevič Kljujev, ruski pesnik